# Lijst van premiers van Griekenland
Hieronder volgt een lijst van premiers van Griekenland.

## Premiers van Griekenland (1833-heden)
| Premier | Premier                                  | Ambtstermijn           | Ambtstermijn           | Opmerking                                                                            |
| ------- | ---------------------------------------- | ---------------------- | ---------------------- | ------------------------------------------------------------------------------------ |
|         | Spyridon Trikoupis (1788–1873)           | 6 februari 1833        | 24 oktober 1833        |                                                                                      |
|         | Alexandros Mavrokordatos (1791–1865)     | 24 oktober 1833        | 12 juni 1834           |                                                                                      |
|         | Ioannis Kolettis (1774–1847)             | 12 juni 1834           | 1 juni 1835            |                                                                                      |
|         | Joseph Ludwig von Armansperg (1787–1853) | 1 juni 1835            | 14 februari 1837       |                                                                                      |
|         | Ignaz von Rudhart (1790–1838)            | 14 februari 1837       | 20 december 1837       |                                                                                      |
|         | Otto von Wittelsbach (1815–1867)         | 20 december 1837       | 6 juli 1841            |                                                                                      |
|         | Alexandros Mavrokordatos (1791–1865)     | 6 juli 1841            | 22 augustus 1841       |                                                                                      |
|         | Otto von Wittelsbach (1815–1867)         | 22 augustus 1841       | 15 september 1843      |                                                                                      |
|         | Andreas Metaxas (1790–1860)              | 15 september 1843      | 11 maart 1844          |                                                                                      |
|         | Konstantinos Kanaris (1790–1877)         | 11 maart 1844          | 11 april 1844          |                                                                                      |
|         | Alexandros Mavrokordatos (1791–1865)     | 11 april 1844          | 18 augustus 1844       |                                                                                      |
|         | Ioannis Kolettis (1774–1847)             | 18 augustus 1844       | 17 september 1847      |                                                                                      |
|         | Kitsos Tzavelas (1801–1855)              | 17 september 1847      | 19 maart 1848          |                                                                                      |
|         | Georgios Kountouriotis (1782–1858)       | 19 maart 1848          | 17 oktober 1848        |                                                                                      |
|         | Konstantinos Kanaris (1790–1877)         | 17 oktober 1848        | 24 december 1849       |                                                                                      |
|         | Antonios Kriezis (1796–1865)             | 24 december 1849       | 28 mei 1854            |                                                                                      |
|         | Konstantinos Kanaris (1790–1877)         | 28 mei 1854            | 29 juli 1854           |                                                                                      |
|         | Alexandros Mavrokordatos (1791–1865)     | 29 juli 1854           | 11 oktober 1855        |                                                                                      |
|         | Dimitrios Voulgaris (1802–1878)          | 11 oktober 1855        | 25 november 1857       |                                                                                      |
|         | Athanasios Miaoulis (1815–1867)          | 25 november 1857       | 7 juni 1862            |                                                                                      |
|         | Gennaios Kolokotronis (1803–1868)        | 7 juni 1862            | 23 oktober 1862        |                                                                                      |
|         | Dimitrios Voulgaris (1802–1878)          | 23 oktober 1862        | 21 februari 1863       |                                                                                      |
|         | Aristidis Moraitinis (1806–1875)         | 21 februari 1863       | 24 februari 1863       |                                                                                      |
|         | Zinovios Valvis (1800–1886)              | 24 februari 1863       | 9 april 1863           |                                                                                      |
|         | Diomidis Kiriakos (1811–1869)            | 9 april 1863           | 10 mei 1863            |                                                                                      |
|         | Benizelos Rouphos (1795–1868)            | 10 mei 1863            | 30 oktober 1863        |                                                                                      |
|         | Dimitrios Voulgaris (1802–1878)          | 6 november 1863        | 17 maart 1864          |                                                                                      |
|         | Konstantinos Kanaris (1790–1877)         | 17 maart 1864          | 28 april 1864          |                                                                                      |
|         | Zinovios Valvis (1800–1886)              | 28 april 1864          | 7 augustus 1864        |                                                                                      |
|         | Konstantinos Kanaris (1790–1877)         | 7 augustus 1864        | 9 februari 1865        |                                                                                      |
|         | Benizelos Rouphos (1795–1868)            | 9 februari 1865        | 14 maart 1865          |                                                                                      |
|         | Alexandros Koumoundouros (1817–1883)     | 14 maart 1865          | 1 november 1865        |                                                                                      |
|         | Epaminondas Deligiorgis (1829–1879)      | 1 november 1865        | 15 november 1865       |                                                                                      |
|         | Dimitrios Voulgaris (1802–1878)          | 15 november 1865       | 18 november 1865       |                                                                                      |
|         | Alexandros Koumoundouros (1817–1883)     | 18 november 1865       | 25 november 1865       |                                                                                      |
|         | Epaminondas Deligiorgis (1829–1879)      | 25 november 1865       | 11 december 1865       |                                                                                      |
|         | Benizelos Rouphos (1795–1868)            | 11 december 1865       | 21 juni 1866           |                                                                                      |
|         | Dimitrios Voulgaris (1802–1878)          | 21 juni 1866           | 30 december 1866       |                                                                                      |
|         | Alexandros Koumoundouros (1817–1883)     | 30 december 1866       | 1 januari 1868         |                                                                                      |
|         | Aristidis Moraitinis (1806–1875)         | 1 januari 1868         | 6 februari 1868        |                                                                                      |
|         | Dimitrios Voulgaris (1802–1878)          | 6 februari 1868        | 6 februari 1869        |                                                                                      |
|         | Thrasivoulos Zaimis (1829–1880)          | 6 februari 1869        | 22 juli 1870           |                                                                                      |
|         | Epaminondas Deligiorgis (1829–1879)      | 22 juli 1870           | 15 december 1870       |                                                                                      |
|         | Alexandros Koumoundouros (1817–1883)     | 15 december 1870       | 9 november 1871        |                                                                                      |
|         | Thrasivoulos Zaimis (1829–1880)          | 9 november 1871        | 6 januari 1872         |                                                                                      |
|         | Dimitrios Voulgaris (1802–1878)          | 6 januari 1872         | 20 juli 1872           |                                                                                      |
|         | Epaminondas Deligiorgis (1829–1879)      | 20 juli 1872           | 21 februari 1874       |                                                                                      |
|         | Dimitrios Voulgaris (1802–1878)          | 21 februari 1874       | 8 mei 1875             |                                                                                      |
|         | Charilaos Trikoupis (1832–1896)          | 8 mei 1875             | 27 oktober 1875        |                                                                                      |
|         | Alexandros Koumoundouros (1817–1883)     | 27 oktober 1875        | 8 december 1876        |                                                                                      |
|         | Epaminondas Deligiorgis (1829-1879)      | 8 t/m 13 december 1876 | 8 t/m 13 december 1876 |                                                                                      |
|         | Alexandros Koumoundouros (1817–1883)     | 13 december 1876       | 10 maart 1877          |                                                                                      |
|         | Epaminondas Deligiorgis (1829–1879)      | 10 maart 1877          | 1 juni 1877            |                                                                                      |
|         | Alexandros Koumoundouros (1817–1883)     | 1 juni 1877            | 7 juni 1877            |                                                                                      |
|         | Konstantinos Kanaris (1790–1877)         | 7 juni 1877            | 14 september 1877      |                                                                                      |
|         | Alexandros Koumoundouros (1817–1883)     | 14 september 1877      | 2 november 1878        |                                                                                      |
|         | Charilaos Trikoupis (1832–1896)          | 2 november 1878        | 7 november 1878        |                                                                                      |
|         | Alexandros Koumoundouros (1817–1883)     | 7 november 1878        | 22 maart 1880          |                                                                                      |
|         | Charilaos Trikoupis (1832–1896)          | 22 maart 1880          | 25 oktober 1880        |                                                                                      |
|         | Alexandros Koumoundouros (1817–1883)     | 25 oktober 1880        | 15 maart 1882          |                                                                                      |
|         | Charilaos Trikoupis (1832–1896)          | 15 maart 1882          | 1 mei 1885             |                                                                                      |
|         | Theodoros Deligiannis (1820–1905)        | 1 mei 1885             | 9 mei 1886             |                                                                                      |
|         | Dimitrios Valvis (1808-1892)             | 9 mei 1886             | 21 mei 1866            |                                                                                      |
|         | Charilaos Trikoupis (1832–1896)          | 21 mei 1886            | 5 november 1890        |                                                                                      |
|         | Theodoros Deligiannis (1820–1905)        | 5 november 1890        | 1 maart 1892           |                                                                                      |
|         | Konstantinos Konstantopoulos (1832–1910) | 1 maart 1892           | 22 juni 1892           |                                                                                      |
|         | Charilaos Trikoupis (1832–1896)          | 22 juni 1892           | 15 mei 1893            |                                                                                      |
|         | Sotirios Sotiropoulos (1831–1898)        | 15 mei 1893            | 11 november 1893       |                                                                                      |
|         | Charilaos Trikoupis (1832–1896)          | 11 november 1893       | 24 januari 1895        |                                                                                      |
|         | Nikolaus Deligiannis (1845–1910)         | 24 januari 1895        | 11 juni 1895           |                                                                                      |
|         | Theodoros Deligiannis (1820–1905)        | 11 juni 1895           | 30 april 1897          |                                                                                      |
|         | Dimitrios Rallis (1844–1921)             | 30 april 1897          | 3 oktober 1897         |                                                                                      |
|         | Alexandros Zaimis (1855–1936)            | 3 oktober 1897         | 14 april 1899          |                                                                                      |
|         | Georgios Theotokis (1844–1916)           | 14 april 1899          | 25 november 1901       |                                                                                      |
|         | Alexandros Zaimis (1855–1936)            | 25 november 1901       | 6 december 1902        |                                                                                      |
|         | Theodoros Deligiannis (1820–1905)        | 6 december 1902        | 27 juni 1903           |                                                                                      |
|         | Georgios Theotokis (1844–1916)           | 27 juni 1903           | 11 juli 1903           |                                                                                      |
|         | Dimitrios Rallis (1844–1921)             | 11 juli 1903           | 19 december 1903       |                                                                                      |
|         | Georgios Theotokis (1844–1916)           | 19 december 1903       | 29 december 1904       |                                                                                      |
|         | Theodoros Deligiannis (1820–1905)        | 29 december 1904       | 13 juni 1905           |                                                                                      |
|         | Dimitrios Rallis (1844–1921)             | 22 juni 1905           | 21 december 1905       |                                                                                      |
|         | Georgios Theotokis (1844–1916)           | 21 december 1905       | 29 juli 1909           |                                                                                      |
|         | Dimitrios Rallis (1844–1921)             | 29 juli 1909           | 28 augustus 1909       |                                                                                      |
|         | Kiriakoulis Mavromichalis (1849–1916)    | 28 augustus 1909       | 31 januari 1910        |                                                                                      |
|         | Stephanos Dragoumis (1842–1923)          | 31 januari 1910        | 18 oktober 1910        |                                                                                      |
|         | Eleftherios Venizelos (1864–1936)        | 18 oktober 1910        | 10 maart 1915          |                                                                                      |
|         | Dimitrios Gounaris (1866–1922)           | 10 maart 1915          | 23 augustus 1915       |                                                                                      |
|         | Eleftherios Venizelos (1864–1936)        | 23 augustus 1915       | 7 oktober 1915         |                                                                                      |
|         | Alexandros Zaimis (1855–1936)            | 7 oktober 1915         | 7 november 1915        |                                                                                      |
|         | Stephanos Skouloudis (1836–1928)         | 7 november 1915        | 22 juni 1916           |                                                                                      |
|         | Alexandros Zaimis (1855–1936)            | 22 juni 1916           | 16 september 1916      |                                                                                      |
|         | Nikolaos Kalogeropoulos (1853–1927)      | 16 september 1916      | 10 oktober 1916        |                                                                                      |
|         | Eleftherios Venizelos (1864–1936)        | 19 september 1916      | 27 juni 1917           |                                                                                      |
|         | Spyridon Lambros (1851–1919)             | 10 oktober 1916        | 5 februari 1917        |                                                                                      |
|         | Alexandros Zaimis (1855–1936)            | 5 februari 1917        | 27 juni 1917           |                                                                                      |
|         | Eleftherios Venizelos (1864–1936)        | 27 juni 1917           | 18 november 1920       |                                                                                      |
|         | Dimitrios Rallis (1844–1921)             | 18 november 1920       | 6 februari 1921        |                                                                                      |
|         | Nikolaos Kalogeropoulos (1853–1927)      | 6 februari 1921        | 8 april 1921           |                                                                                      |
|         | Dimitrios Gounaris (1866–1922)           | 8 april 1921           | 16 mei 1922            |                                                                                      |
|         | Nikolaos Stratos (1872–1922)             | 16 mei 1922            | 22 mei 1922            |                                                                                      |
|         | Petros Protopapadakis (1860–1922)        | 22 mei 1922            | 10 september 1922      |                                                                                      |
|         | Nikolaos Triantafyllakos (1855–1939)     | 10 september 1922      | 29 september 1922      |                                                                                      |
|         | Anastasios Charalambis (1862–1949)       | 29 september 1922      | 30 september 1922      |                                                                                      |
|         | Sotirios Krokidas (1852–1924)            | 30 september 1922      | 27 november 1922       |                                                                                      |
|         | Stylianos Gonatas (1876–1966)            | 27 november 1922       | 24 januari 1924        |                                                                                      |
|         | Eleftherios Venizelos (1864–1936)        | 24 januari 1924        | 19 februari 1924       |                                                                                      |
|         | Georgios Kafantaris (1873–1946)          | 19 februari 1924       | 12 maart 1924          |                                                                                      |
|         | Alexandros Papanastasiou (1876–1936)     | 12 maart 1924          | 24 juli 1924           |                                                                                      |
|         | Themistoklis Sophoulis (1862–1949)       | 24 juli 1924           | 7 oktober 1924         |                                                                                      |
|         | Andreas Michalakopoulos (1876–1938)      | 7 oktober 1924         | 26 juni 1925           |                                                                                      |
|         | Theodoros Pangalos (1878–1952)           | 25 juni 1925           | 19 juli 1926           |                                                                                      |
|         | Athanasios Eftaxias (1849–1931)          | 19 juli 1926           | 23 augustus 1926       |                                                                                      |
|         | Georgios Kondylis (1879–1936)            | 23 augustus 1926       | 4 december 1926        |                                                                                      |
|         | Alexandros Zaimis (1855–1936)            | 4 december 1926        | 4 juli 1928            |                                                                                      |
|         | Eleftherios Venizelos (1864–1936)        | 4 juli 1928            | 26 mei 1932            |                                                                                      |
|         | Alexandros Papanastasiou (1876–1936)     | 26 mei 1932            | 5 juni 1932            |                                                                                      |
|         | Eleftherios Venizelos (1864–1936)        | 5 juni 1932            | 3 november 1932        |                                                                                      |
|         | Panagis Tsaldaris (1868–1936)            | 3 november 1932        | 16 januari 1933        |                                                                                      |
|         | Eleftherios Venizelos (1864–1936)        | 16 januari 1933        | 6 maart 1933           |                                                                                      |
|         | Alexandros Othoneos (1879–1970)          | 6 maart 1933           | 10 maart 1933          |                                                                                      |
|         | Panagis Tsaldaris (1868–1936)            | 10 maart 1933          | 10 oktober 1935        |                                                                                      |
|         | Georgios Kondylis (1879–1936)            | 10 oktober 1935        | 30 november 1935       |                                                                                      |
|         | Konstantinos Demertzis (1876–1936)       | 30 november 1935       | 12 april 1936          |                                                                                      |
|         | Ioannis Metaxas (1871–1941)              | 13 april 1936          | 29 januari 1941        |                                                                                      |
|         | Alexandros Koryzis (1885–1941)           | 29 januari 1941        | 18 april 1941          |                                                                                      |
|         | Emmanouil Tsouderos (1882–1956)          | 21 april 1941          | 13 april 1944          | In ballingschap                                                                      |
|         | Georgios Tsolakoglou (1886–1948)         | 29 april 1941          | 2 december 1942        | Onder de bezetting van de Asmogendheden                                              |
|         | Konstantinos Logothetopoulos (1878–1961) | 2 december 1942        | 7 april 1943           | Onder de bezetting van de Asmogendheden                                              |
|         | Ioannis Rallis (1878–1946)               | 7 april 1943           | 12 oktober 1944        | Onder de bezetting van de Asmogendheden                                              |
|         | Evripidis Bakirtzis (1895–1947)          | 10 maart 1944          | 18 april 1944          |                                                                                      |
|         | Sophoklis Venizelos (1894–1964)          | 13 april 1944          | 26 april 1944          | In ballingschap                                                                      |
|         | Alexandros Svolos (1892–1956)            | 18 april 1944          | 2 september 1944       |                                                                                      |
|         | Giorgos Papandreou (1888–1968)           | 26 april 1944          | 3 januari 1945         | Tot 18 oktober 1944 in ballingschap                                                  |
|         | Nikolaos Plastiras (1883–1953)           | 3 januari 1945         | 9 april 1945           |                                                                                      |
|         | Petros Voulgaris (1884–1957)             | 9 april 1945           | 17 oktober 1945        |                                                                                      |
|         | Damaskinos Papandreou (1891–1949)        | 17 oktober 1945        | 1 november 1945        |                                                                                      |
|         | Panagiotis Kanellopoulos (1902–1986)     | 1 november 1945        | 22 november 1945       |                                                                                      |
|         | Themistoklis Sophoulis (1862–1949)       | 22 november 1945       | 4 april 1946           |                                                                                      |
|         | Panagiotis Poulitsas (1881–1968)         | 4 april 1946           | 18 april 1946          |                                                                                      |
|         | Konstantinos Tsaldaris (1884–1970)       | 18 april 1946          | 25 januari 1947        |                                                                                      |
|         | Dimitrios Maximos (1873–1955)            | 25 januari 1947        | 29 augustus 1947       |                                                                                      |
|         | Konstantinos Tsaldaris (1884–1970)       | 29 augustus 1947       | 7 november 1947        |                                                                                      |
|         | Themistoklis Sophoulis (1862–1949)       | 7 november 1947        | 24 juni 1949           |                                                                                      |
|         | Markos Vafiadis (1906–1992)              | 24 december 1947       | 7 februari 1949        | Tegenregering tijdens de Griekse Burgeroorlog                                        |
|         | Nikolaos Zachariadis (1903–1973)         | 7 februari 1949        | 3 april 1949           | Tegenregering tijdens de Griekse Burgeroorlog                                        |
|         | Dimitrios Partsalidis (1905–1980)        | 3 april 1949           | oktober 1950           | Tegenregering tijdens de Griekse Burgeroorlog in ballingschap vanaf 28 augustus 1949 |
|         | Alexandros Diomidis (1875–1950)          | 30 juni 1949           | 6 januari 1950         |                                                                                      |
|         | Ioannis Theotokis (1880–1961)            | 6 januari 1950         | 23 maart 1950          |                                                                                      |
|         | Sophoklis Venizelos (1894–1964)          | 23 maart 1950          | 15 april 1950          |                                                                                      |
|         | Nikolaos Plastiras (1883–1953)           | 15 april 1950          | 21 augustus 1950       |                                                                                      |
|         | Sophoklis Venizelos (1894–1964)          | 21 augustus 1950       | 1 november 1951        |                                                                                      |
|         | Nikolaos Plastiras (1883–1953)           | 1 november 1951        | 11 oktober 1952        |                                                                                      |
|         | Dimitrios Kiousopoulos (1892–1977)       | 11 oktober 1952        | 19 november 1952       |                                                                                      |
|         | Alexandros Papagos (1883–1955)           | 19 november 1952       | 4 oktober 1955         |                                                                                      |
|         | Konstantinos Karamanlis (1907–1998)      | 6 oktober 1955         | 5 maart 1958           |                                                                                      |
|         | Konstantinos Georgakopoulos (1890–1978)  | 5 maart 1958           | 17 mei 1958            |                                                                                      |
|         | Konstantinos Karamanlis (1907–1998)      | 17 mei 1958            | 20 september 1961      |                                                                                      |
|         | Konstantinos Dovas (1898–1973)           | 20 september 1961      | 4 november 1961        |                                                                                      |
|         | Konstantinos Karamanlis (1907–1998)      | 4 november 1961        | 17 juni 1963           |                                                                                      |
|         | Panagiotis Pipinelis (1899–1970)         | 17 juni 1963           | 29 september 1963      |                                                                                      |
|         | Stylianos Mavromichalis (1902–1981)      | 29 september 1963      | 8 november 1963        |                                                                                      |
|         | Giorgos Papandreou (1888–1968)           | 8 november 1963        | 30 december 1963       |                                                                                      |
|         | Ioannis Paraskevopoulos (1900–1984)      | 30 december 1963       | 18 februari 1964       |                                                                                      |
|         | Giorgos Papandreou (1888–1968)           | 18 februari 1964       | 15 juli 1965           |                                                                                      |
|         | Georgios Athanasiadis-Novas (1893–1987)  | 15 juli 1965           | 20 augustus 1965       |                                                                                      |
|         | Ilias Tsirimokos (1907–1968)             | 20 augustus 1965       | 17 september 1965      |                                                                                      |
|         | Stefanos Stefanopoulos (1898–1982)       | 17 september 1965      | 22 december 1966       |                                                                                      |
|         | Ioannis Paraskevopoulos (1900–1984)      | 22 december 1966       | 3 april 1967           |                                                                                      |
|         | Panagiotis Kanellopoulos (1902–1986)     | 3 april 1967           | 21 april 1967          |                                                                                      |
|         | Konstantinos Kollias (1901–1998)         | 21 april 1967          | 13 december 1967       |                                                                                      |
|         | Georgios Papadopoulos (1919–1999)        | 13 december 1967       | 8 oktober 1973         |                                                                                      |
|         | Spiros Markezinis (1909–2000)            | 8 oktober 1973         | 25 november 1973       |                                                                                      |
|         | Adamantios Androutsopoulos (1919–2000)   | 25 november 1973       | 23 juli 1974           |                                                                                      |
|         | Konstantinos Karamanlis (1907–1998)      | 27 juli 1974           | 10 mei 1980            |                                                                                      |
|         | Georgios Rallis (1918–2006)              | 10 mei 1980            | 21 oktober 1981        |                                                                                      |
|         | Andreas Papandreou (1919–1996)           | 21 oktober 1981        | 2 juli 1989            |                                                                                      |
|         | Tzannis Tzannetakis (1927–2010)          | 2 juli 1989            | 11 oktober 1989        |                                                                                      |
|         | Ioannis Grivas (1923–2016)               | 11 oktober 1989        | 23 november 1989       |                                                                                      |
|         | Xenofon Zolotas (1904–2004)              | 23 november 1989       | 11 april 1990          |                                                                                      |
|         | Konstantinos Mitsotakis (1918–2017)      | 11 april 1990          | 13 oktober 1993        |                                                                                      |
|         | Andreas Papandreou (1919–1996)           | 13 oktober 1993        | 22 januari 1996        |                                                                                      |
|         | Kostas Simitis (1936)                    | 22 januari 1996        | 10 maart 2004          |                                                                                      |
|         | Kostas Karamanlis (1956)                 | 10 maart 2004          | 6 oktober 2009         |                                                                                      |
|         | Giorgos Papandreou jr. (1952)            | 6 oktober 2009         | 11 november 2011       |                                                                                      |
|         | Loukas Papadimos (1947)                  | 11 november 2011       | 17 mei 2012            |                                                                                      |
|         | Panagiotis Pikrammenos (1945)            | 17 mei 2012            | 20 juni 2012           |                                                                                      |
|         | Antonis Samaras (1951)                   | 20 juni 2012           | 26 januari 2015        |                                                                                      |
|         | Alexis Tsipras (1e keer) (1974)          | 26 januari 2015        | 27 augustus 2015       |                                                                                      |
|         | Vasiliki Thanou-Christofilou (1950)      | 27 augustus 2015       | 21 september 2015      |                                                                                      |
|         | Alexis Tsipras (2e keer) (1974)          | 21 september 2015      | 8 juli 2019            |                                                                                      |
|         | Kyriakos Mitsotakis (1e keer) (1968)     | 8 juli 2019            | 25 mei 2023            |                                                                                      |
|         | Ioannis Sarmas (1957)                    | 25 mei 2023            | 26 juni 2023           |                                                                                      |
|         | Kyriakos Mitsotakis (2e keer) (1968)     | 25 juni 2023           | heden                  |                                                                                      |